# Conflicte de la directiva del Parlament Europeu sobre l'ús de material pirotècnic

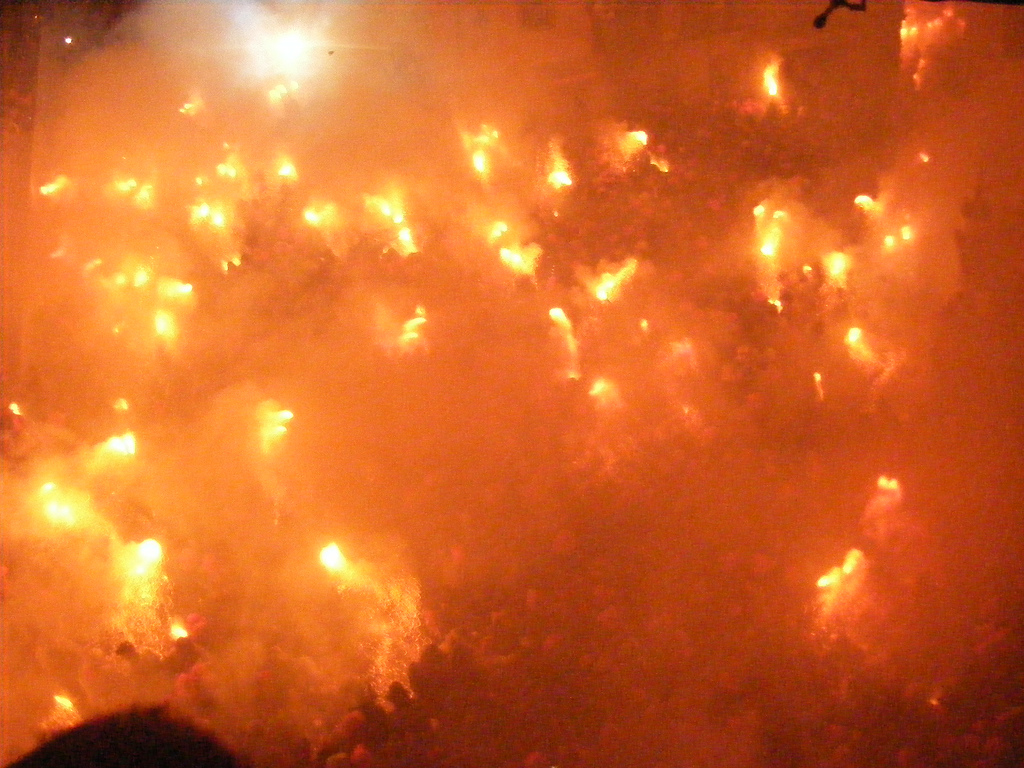
Salt de Plens a la Patum de Berga, Patrimoni de la Humanitat de la UNESCO, que quedaria afectat per la normativa.

La Directiva del Parlament Europeu sobre la sortida al mercat d'articles pirotècnics genera un conflicte amb els grups de cultura popular i tradicional amb activitats de foc, ja que limita l'ús de materials pirotècnincs en celebracions del folklore europeu, com els correfocs o les falles.
L'aprovació de la nova Directiva 2007/23/CE del Parlament Europeu, per tal de regular el mercat dels materials pirotècnics de la Comunitat Europea, ha comportat per part del Govern Espanyol la transposició de la Directiva mitjançant l'Ordre PRE/174/2007 amb importants limitacions per a l'ús dels artificis pirotècnics, sense realitzar distinció entre ús privat i ús per elements festius de cultura popular i tradicionals. Aquest fet comporta l'impediment de la participació d'aquests elements en les processons, seguicis festius i qualsevol acte per part de Balls de Diables, Bèsties de foc, Salt de Plens, etc. L'any 2009 la Federació de Dimonis i Diables del País Valencià va tindre un paper important davant d'aquest conflicte, en aconseguir de la Generalitat Valenciana la redacció d'un decret autonòmic que regula de forma específica l'ús dels materials pirotècnics.
Els materials pirotècnics són utilitzats en les diferents manifestacions de cultura popular i tradicional des del segle xiv i formen part indiscutible del patrimoni immaterial de la cultura catalana. Avui és mante viva la tradició a Catalunya amb milers d'actes de foc anuals, per part de centenars de grups de diables, bèsties de foc i colles infantils. La vigència de la Transposició de la Directiva Europea suposaria la desaparició de tots els grups de cultura popular i tradicional amb foc i una tradició amb més de 800 anys d'història.

## Notícies
Avui.cat:
- Berga aplegarà les colles de diables i de bestiari per reivindicar la cultura del foc
- Més de deu mil persones reivindiquen la cultura del foc a Berga
- El tripartit i CiU pacten una esmena per blindar la festa de la Patum
- Front comú per les festes del foc
- Les festes del foc rebutgen les limitacions europees
- El foc i el patrimoni de les festes